# SAMURAI (タッキー&翼の曲)
「SAMURAI」（サムライ）は、日本のアイドルデュオ、タッキー&翼の9枚目のシングル。

## 概要
- 通常盤（CDのみ）、限定生産盤A（CD&DVD）、限定生産盤B（CD&DVD）の3形態で発売される。
- 前作を下回る初動ながらも2作連続通算6作目の首位を獲得。

## 解説
- 「SAMURAI」は日本テレビ系プロ野球中継『PRIDE&SPIRIT 日本プロ野球2007』の主題歌である。また、タッキー&翼がメインパーソナリティを務めた日本テレビ系『24時間テレビ 「愛は地球を救う」』の応援歌としても起用された。
- 滝沢が出演しているTBS系『ズバリ言うわよ!』でも2007年9月25日放送分からエンディングテーマとして使われた。
- 札幌テレビ・ミヤギテレビ・広島テレビ・福岡放送では、地元球団の主催ゲームのローカル中継でも使われた。

## 収録曲

### 通常盤
1. SAMURAI
作詞：羽場仁志・井筒日美、作曲：羽場仁志：編曲:CHOKKAKU
2. 約束〜Flowers Song〜
作詞：Flowers Song Project、作曲：飯田建彦
滝沢秀明ソロ曲。
3. 約束〜World wing〜
作詞：wing project、作曲：飯田建彦
今井翼ソロ曲。
4. HIMEGOTO
作詞・作曲：TAKESHI、編曲：久米康隆・TAKESHI
5. SAMURAI〜karaoke〜

- 初回特典:両面刷りポスター・三方背ブックケース・SAMURAIカードステッカー（数種類の内1種ランダム封入）
- 永続特典:写真満載のブックレット

### 限定生産盤A
CD
1. SAMURAI
2. 約束〜Flowers Song〜 / 滝沢秀明
3. 約束〜World wing〜 / 今井 翼
4. SAMURAI〜karaoke〜

DVD
1. SAMURAI〜LIVE VERSION〜 MUSIC CLIP
2. OFF SHOT

### 限定生産盤B
CD
1. SAMURAI
2. 約束〜Flowers Song〜 / 滝沢秀明
3. 約束〜World wing〜 / 今井 翼
4. SAMURAI〜karaoke〜

DVD
デビュー作以来となる待望のソロ曲PVを収録 
- 約束〜Flowers Song〜 MUSIC CLIP
- 約束〜World wing〜 MUSIC CLIP

## 映像作品
SAMURAI
- Tackey & Tsubasa Premium Live DVD -5th Anniversary Special Package-
- 20th Century LIVE TOUR 2008 オレじゃなきゃ、キミじゃなきゃ
- ☆Dance and Rock★ TSUBASA IMAI Tour'09
- CONCERT TOUR 2010 滝翼祭
- LIVE TOUR 2011 OUR FUTURE
- TSUBASA IMAI LHTOUR 2011 Dance&Rock Third Floor〜DiVelN to SExaLiVe
- タキツバCLIPS Two（PV映像）

約束〜Flowers Song〜'
- Tackey & Tsubasa Premium Live DVD -5th Anniversary Special Package-

約束〜World wing〜
- Tackey & Tsubasa Premium Live DVD -5th Anniversary Special Package-

HIMEGOTO
- Tackey & Tsubasa Premium Live DVD -5th Anniversary Special Package-
- CONCERT TOUR 2010 滝翼祭